# Douwe Kalma
Douwe Kalma (Boksum, 3 april 1896 - Leeuwarden, 18 oktober 1953) was een Nederlands literair schrijver, dichter en leider van de Jongfriese Beweging. Hij is verantwoordelijk voor een groot deel van de hervormingen van Friesland, waar hij streefde naar een eentalig Fries Friesland. Hij is een van de historische onderwerpen van de Canon van Friesland.

## Achtergrond
Kalma had vanaf zijn achttiende levensjaar al duidelijk voor ogen hoe Friesland zich zou moeten positioneren in de wereld. In de eerste helft van de negentiende eeuw werd in Friesland een nationalistische Friese beweging opgezet, die zich vooral zou gaan richten op het gebruik van de eigen taal, het Fries. Aanvankelijk nam de hoge burgerij hierin het initiatief, maar in de tweede helft van de negentiende eeuw waren het journalisten, onderwijzers en ambachtslieden uit de kleine burgerij die initiatiefnemers waren. Zij organiseerden zich in het Frysk Selskip (1844).
Voor hen was literatuur hét middel om het Fries te conserveren. Tegelijkertijd maakten ze gebruik van hun macht, door gewone Friezen – het volk – allerlei burgerlijke deugden bij te brengen, waaronder ijver, matigheid, discipline. Hun leiderschap wordt dan ook wel aangeduid als volksschrijverij. Tegen deze stroming zette Kalma zich af.
Hij trachtte de verkalkte Friese Beweging te hervormen en probeerde dit op verschillende manieren, beginnend door andere literaire idealen te uiten. Geïnspireerd door onder andere de Tachtigers, begon hij gedichten te schrijven waarin hij zijn eigen gevoelsleven tot uitdrukking bracht. Zijn favoriete vorm was het klassieke sonnet.
Kalma was geen kleinburgerlijke zedenmeester, maar eerder een inspirerend idool. Binnen een korte tijd wist hij grote groepen jongeren aan zich te binden, in het door hem opgerichte Jongfryske Mienskip (1915). De Friese beweging werd hiermee een jeugdbeweging waarin ook voor vrouwen een rol was weggelegd, wat overigens geheel in overeenstemming is met de groei van jongerencultuur in de rest van de wereld.
Kenmerkend voor de groep was hun oriëntatie. Onder het motto ‘Fryslân en de wrâld’ zette Kalma Friesland neer als onderdeel van een Noordzeecultuur. Friesland zou een brugfunctie moeten vervullen tussen de verwante Engelse en de Scandinavische culturen.
Toch is de lijst met initiatieven die hij samen met z'n Jongfryske Mienskip ontplooide lang. Hij was bijvoorbeeld de eerste persoon die een officieel Friestalig literair tijdschrift opzette: Frisia (1917). Als medeoprichter van Afûk (Algemene Friese Onderwijscommissie, momenteel gevestigd in Leeuwarden) en als schrijver van boeken en tijdschriften over taalbevordering en taalzuiveringsboekjes, hielp hij de Friese schrijftaal verder uit te bouwen. Hij probeerde de Friese taal meer in het lager onderwijs en hoger onderwijs te verwerken. Ook schreef hij de eerste Friestalige dissertatie (1938), vertaalde de gehele Shakespeare in het Fries en schreef als eerste een noemenswaardige Friese literatuurgeschiedenis.
Al deze initiatieven, tevens door anderen verder gedragen, waren voor het succes van de Friese taal en literatuur van groot belang. Tegenover deze inspanningen staat dat Kalma politiek gezien een ruziemaker was. Zijn anti-Hollandse sentimenten werden door velen gesteund en overgenomen en gaven zo een richting aan de Friese beweging. Uiteindelijk leidde dit tot een oorlog. Kalma sloot zich in het interbellum telkens bij weer andere partijen aan, om uiteindelijk in 1940 te eindigen bij de fascistische Fryske Folkspartij. Na de oorlog werd hij als collaborateur gezuiverd.